# 郭師古
郭師古（1548年—？），字時用，直隸如皐縣人，軍籍，明朝政治人物，官至陝西參議。

## 生平
應天府鄉試第一百二名。萬曆五年（1577年）丁丑科會試第一百七十六名，登進士第二甲第二十七名。历仕户部郎中，萬曆十一年（1583年）遷廣東廣州府知府，調陝西巩昌府知府，历官陕西肅州兵备道副使，官至陕西布政使司右参政，治军有方，敌不敢窥。为忌者诬，罢归。

## 家族
曾祖父郭隆；祖父郭府；父親郭宗儀。母張氏。具庆下。